# Craig Connell (Radsportler)
Craig Martin Connell (* 7. September 1967 in Auckland) ist ein ehemaliger neuseeländischer Radrennfahrer und nationaler Meister im Radsport.

## Sportliche Laufbahn
Connell (auch Craig-Nigel Connell) war Bahnradsportler und auch im Straßenradsport aktiv. Er war Teilnehmer der Olympischen Sommerspiele 1988 in Seoul. In der Mannschaftsverfolgung schied Neuseeland mit Craig Connell, Nigel Donnelly, Andrew Whitford und Stuart Williams in der Qualifikation aus.
Bei den Commonwealth Games 1990 gewann er die Goldmedaille in der Mannschaftsverfolgung mit Nigel Connell, Gary Anderson und Glenn McLeay. Im Punktefahren gewann er die Silbermedaille.
1990 siegte er in der nationalen Meisterschaft im Straßenrennen.